# Sabile
Sabile (alemán: Zabeln) es una villa letona perteneciente al municipio de Talsi.
A 1 de enero de 2016 tiene 1642 habitantes. El 90% de la población está formada por letones.
Se conoce su existencia desde 1253. La Orden Livona estableció aquí un castillo entre los siglos XIV y XVI. Adquirió rango de villa en 1917.
Sabile es famosa por albergar la viña al aire libre más septentrional del mundo, reconocida como tal por El libro Guinness de los récords.
Se ubica en el sur del municipio, unos 20 km al sur de Talsi.